# Pomianowo (województwo zachodniopomorskie)
Pomianowo (niem. Pumlow) – wieś sołecka w Polsce położona w województwie zachodniopomorskim, w powiecie białogardzkim, w gminie Białogard. W latach 1975–1998 wieś należała do województwa koszalińskiego. W roku 2011 wieś liczyła 397 mieszkańców.

## Geografia
Wieś leży ok. 6 km na wschód od Białogardu, pomiędzy Białogardem a miejscowością Zaspy Małe. Wieś w układzie ulicówki, w terenie pagórkowatym. Wokół otoczona przez pola, łąki, częściowo lasy. We wsi dominuje zwarta zabudowa. Budynki w większości są murowane powstałe na początku XX wieku. W okolicy wsi znajdują się torfowiska niskie oraz tereny popoligonowe.

## Historia
Pomianowo stanowiło częściowo własność szlachecką, a w części należała do domeny książęcej w Białogardzie. Było starym lennem rodziny von Kleist (Kleszczy). Druga część wsi, która składała się z trzech zagród chłopskich była niegdyś starym lennem rodu von Krautspar ale później stała się lennem von Kameke. Na skutek bankructwa przeszła na własność rodziny von Wedel w 1661 r., aż do rozwiązania majątku w XIX wieku. Około 1895 roku znajdowało się w majątku siedem budynków mieszkalnych, jedenaście gospodarczych, szkoła dom wdowy po pastorze i 37 innych budynków. W 1860 r. zbudowano starą szkołę z mieszkaniem dla nauczyciela, która na przełomie XIX / XX wieku była za mała dla 60 uczniów i dlatego w 1902 roku zbudowano nową szkołę z klasami i dwoma mieszkaniami dla nauczycieli. Pomianowo było siedzibą Gromadzkiej Rady Narodowej (1954–72), a w latach 1946–54  i 1973–76 siedzibą gminy Pomianowo. We wsi działała Rolnicza Spółdzielnia Produkcyjna "JEDNOŚĆ" oraz Kółko Rolnicze.

## Zabytki
Do wojewódzkiego rejestru zabytków wpisany jest:

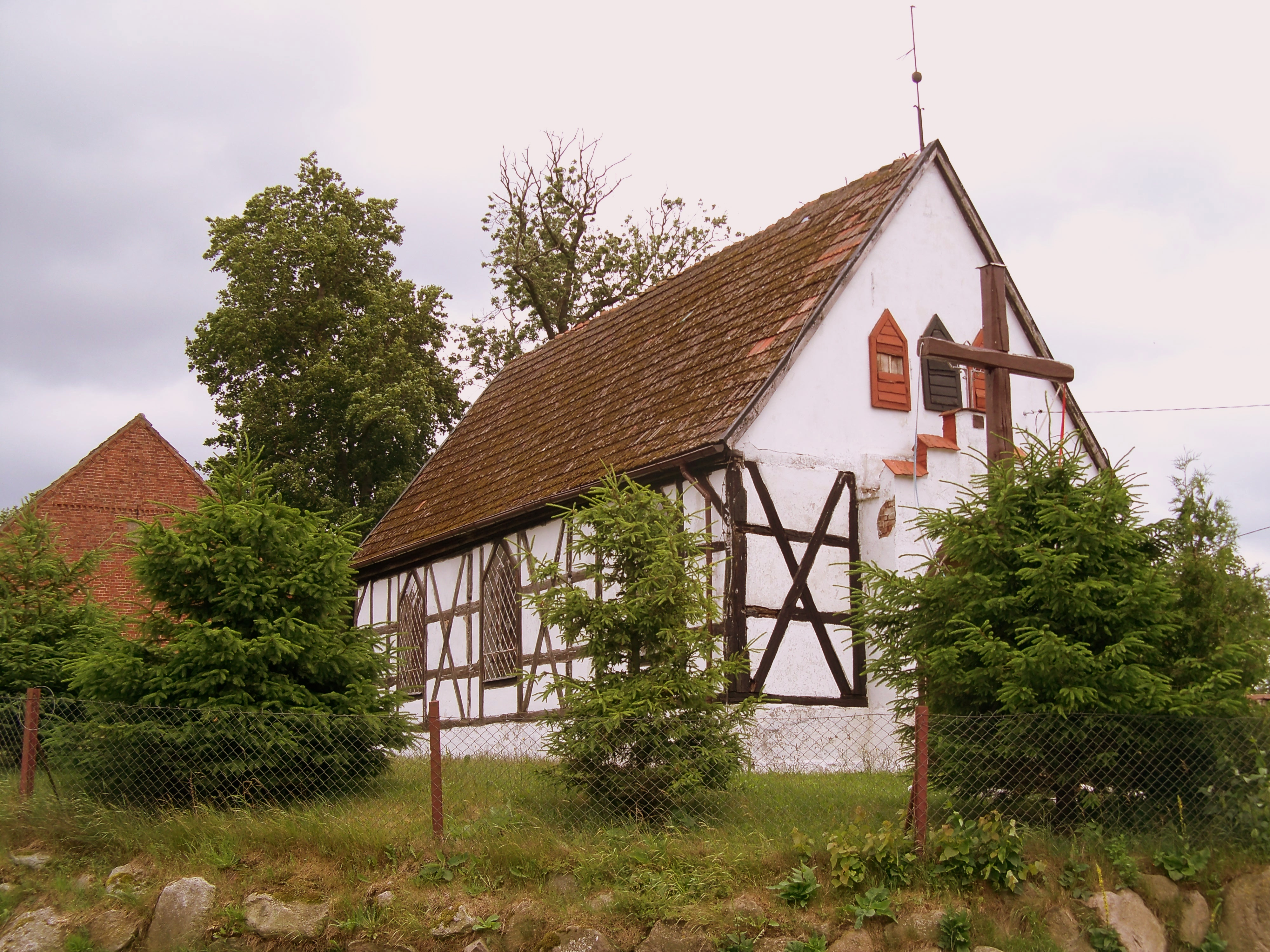
Kościół w Pomianowie.

- kościół ewangelicki, obecnie rzymskokatolicki filialny pod wezwaniem Chrystusa Króla[6][7], szachulcowy z XVIII wieku przebudowany w 1889 r., nr rej. 196 z 1 lipca 1959. Kościół filialny, rzymskokatolicki należący do parafii pw. Wniebowzięcia NMP w Białogórzynie, dekanatu Białogard, diecezji koszalińsko-kołobrzeskiej, metropolii szczecińsko-kamieńskiej.Kościół w Pomianowie. Usytuowany jest w centrum wsi na lekko wyniesionym terenie. Otoczony prostokątnym placem o prostej podłodze urbanistycznej w całości wypełniony trawiastą polaną, z drzewami rosnącymi wzdłuż granicy działki. Są to pojedyncze piękne klony, kasztanowce, jesiony i lipy. Pierwotnie wokół kościoła rozciągał się cmentarz, obecnie nieczynny. Teren przykościelny wyznaczony jest kamiennym murkiem o nie obrobionych dużych ciosach osadzonych bezpośrednio w ziemi, tworząc niewielką skarpę otaczającą kościół. Od strony zachodniej usytuowane jest główne wejście na plac kościelny. W bezpośrednim sąsiedztwie od strony północnej, południowej i wschodniej graniczy z zabudową wsi. Patronat nad kościołem został przydzielony na mocy listu lennego z około 1411 roku, patronatem była rodzina von Kleist. Kościół bez wieży został zbudowany według źródeł w 1512 roku. Niektóre źródła datują go na XVIII wiek, plakietka znamionuje ślad, który pozostał po starym wcześniej istniejącym w tym miejscu kościele. W 1889 r. była przebudowa kościoła, o czym świadczy plakietka w elewacji kościoła, a w 1934 r. został odnowiony przede wszystkim od strony frontu oraz głównego wejścia. Wnętrze otrzymało wówczas inną polichromię. W kościele można zobaczyć barokowy ołtarz główny z XVII / XVIII wieku z retabulum, relief predelli Ostatnia wieczerza, empora organowa z połowy XVIII wieku i rzeźba Chrystusa z końca XVIII wieku, neolityczna chrzcielnica, fisharmonia z około 1861 roku. Kubatura kościoła ok. 800 m3, pow. użytkowa ok. 100 m2.

inne zabytki:
- nieczynny cmentarz ewangelicki założony w XIX wieku o pow. 1,40 ha
- budynek mieszkalny o konstrukcji ryglowej - zagroda nr 16.

## Turystyka
Przez miejscowość wiodą dwa lokalne szlaki turystyczne:
- Szlak pieszy wokół Białogard - pieszy, nieoznaczony
- Szlak wschodni wokół Białogardu - rowerowo - pieszy.

## Gospodarka
We wsi znajduje się jednostka Ochotniczej Straży Pożarnej,
W miejscowości działa mechaniczna oczyszczalnia ścieków dla potrzeb szkoły.
Rolnicy specjalizują się w hodowli trzody chlewnej.

## Kultura i sport
We wsi znajduje się Gimnazjum im. Ignacego Krasickiego, filia Gminnej Biblioteki Publicznej w Stanominie, świetlica wiejska oraz dwa boiska sportowe.

## Komunikacja
W miejscowości znajduje się przystanek komunikacji autobusowej.